# Christopher Gunning
Christopher Gunning (5. srpna 1944, Gloucestershire – 24. března 2023) byl anglický hudební skladatel orchestrální a komorní hudby a hudby pro filmy.
Narodil se v Cheltenhamu v Gloucestershire. Vystudoval školu Guildhall School of Music and Drama, kde jeho lektoři byli Edmund Rubbra a Richard Rodney Bennett.
Za jeho život se mu podařilo získat hodně ocenění, včetně ceny BAFTA za nejlepší filmovou hudbu roku 2007 za hudbu k pořadům Edith Piaf, Hercule Poirot, Middlemarch a Porterhouse Blue. Také získal ocenění Ivor Novello Awards za hudbu k pořadům Rebeka, Under Suspicion a Firelight.